# Kësterite
La kësterite est une espèce minérale composée de sulfure de cuivre, fer et étain de formule idéale  Cu2  (Zn,Fe)Sn S4 , pouvant contenir des traces de: Ag;In. 

## Historique de la description et appellations

### Inventeur et étymologie
Décrite par le minéralogiste Orlova en 1956. Inspirée du nom de sa localité-type.

### Topotype
Gisement Këster, Magadan, Yakoutie Russie 

### Synonymie
Il existe des synonymes pour ce minéral :
- isostannite (Claringbull & Hey) [3]
- khinganite [4]

## Caractéristiques physico-chimiques

### Cristallochimie
- Analogue zincifère de la ferrokësterite.
- Elle fait partie du groupe de la stannite et elle sert de chef de file d'un sous-groupe qui porte son nom.

| Minéral    | Formule          | Groupe ponctuel | Groupe d'espace |
| ---------- | ---------------- | --------------- | --------------- |
| Briartite  | Cu2(Fe,Zn)GeS4   | 42m             | I42m            |
| Famatinite | Cu3SbS4          | 42m             | I42m            |
| Hocartite  | Ag2(Fe2+,Zn)SnS4 | 42m             | I42m            |
| Kësterite  | Cu2(Zn,Fe)SnS4   | 4               | I4              |
| Kuramite   | Cu3SnS4          | 42m             | I42m            |

### Cristallographie
- Paramètres de la maille conventionnelle : a = 5.44, c = 10.88, Z = 2; V = 321.98
- Densité Calculée = 4.88

## Gîtologie
Dans les veines hydrothermales quartz-sulfure et les dépôts de minéralisation de l’étain.

## Gisements remarquables
- Bolivie

Mine San José, Oruro City, province de Cercado, département de Oruro
- Canada

Mine Mount Pleasant (Brunswick Tin Mines), sud-ouest de Fredericton, comté de Charlotte, Nouveau-Brunswick
- Chine

Dépôt de Beryl-Scheelite, Mont Xuebaoding, Pingwu Co., préfecture de Mianyang, province du Sichuan
- France

Mine de Chizeuil, Chalmoux, Bourbon-Lancy, Saône-et-Loire.
Bournac, Hérault.
Vaulry, Nantiat, Haute-Vienne.